# Todesstrahlen aus dem Weltall
Todesstrahlen aus dem Weltall (jap. 世界大戦争, Sekai Daisensō, dt. „Der große Weltkrieg“) ist ein japanischer Science-Fiction-Film aus dem Jahr 1961. Er entstand unter der Regie von Shūe Matsubayashi für Tōhō. Erstaufführung in Deutschland war das Jahr 1977.

## Handlung
Im Jahr 2015 kommt es zu einem Konflikt zwischen den Ost- und Westmächten, alle Mahnungen der Vernunft vom Weltsicherheitsrat wurden ignoriert und es entbrennt ein alles vernichtender Atomkrieg.
Zunächst unberührt von den nahenden Ereignissen geht der Alltag in Tokio weiter. Lediglich die Kleinanleger beginnen ihre Spareinlagen abzuheben. Nana freut sich ihren Paul bald wiederzusehen, der auf einem Schiff der Chinesischen Marine Dienst tut und bald Urlaub hat. Als er endlich ankommt, sind sich Nana und Paul sicher heiraten zu wollen. Nachdem ihr Vater sein Einverständnis gibt, machen sie weitere Zukunftspläne, ohne zu wissen, was auf sie zukommt. Die Nachrichten sind so verwirrend, dass sich niemand unter den Zivilisten ein Bild von der tatsächlichen Lage machen kann.
Die Chinesische Armee bemüht sich mit allen Kräften der nahenden Bedrohung entgegenzuwirken. Dabei nehmen die eigenen Nuklearraketen Schaden und der Sprengmechanismus wird beinahe ausgelöst. Doch bei einem Luftangriff werden ohne Vorwarnung nukleare Raketen eingesetzt, was unweigerlich einen Gegenschlag auslöst. Nun berichten auch die Medien von der Bedrohung und in Tokio bricht unter der Bevölkerung das Chaos aus. Alle versuchen die Stadt zu verlassen, nur wenige bleiben. Darunter auch die Familie von Nana, die sich nicht vorstellen kann, anderswo sicherer zu sein. Fast unbesorgt sitzen sie beisammen, bis Nana den nahenden Weltuntergang thematisiert.
Kurze Zeit später trifft Tokio eine Atomrakete der USA. Das Inferno bricht los und vernichtet Menschen, Häuser und alles Leben auf dem Land. Paul Bendson, der noch vor der Katastrophe auf sein Schiff zurückkehren musste, überlebt vorerst. Doch ist er sich sicher, dass die radioaktive Verseuchung auch sein Leben kosten wird. Einzig allein drei Raumschiffe, die vor dem Nuklearschlag ins Weltall entsandt wurden, dürften überleben. Sie sollten neuen Lebensraum für die Menschheit suchen – nur gibt es keine Menschheit mehr.

## Produktion
Produziert wurde der Film von Tomoyuki Tanaka, die Effekte übernahm Eiji Tsuburaya.

## Kritiken
Das Lexikon des internationalen Films schrieb: „Ein handwerklich dilettantischer utopischer Film, der trotz grober Vereinfachung in seiner Aussage nicht ganz uninteressant ist.“
Für Cinema ist es nur ein „Trick-Klassiker der ‚Godzilla‘-Schmiede Toho. Großes ‚Angstkino‘ aus der Zeit des Kalten Kriegs.“
Auch das sciencefictionlexikon.de findet das „3.-Weltkrieg-Movie. […] Ermüdend. Kann man sich aber mal ansehen. Lohnt sich, um vorzuspulen, bis am Ende das malerische (Modell-)Armageddon stattfindet. Fast schade, möchte man da zynisch sagen, dass der kalte Krieg kein echtes Thema mehr ist: Ein Emmerich-Remake dieses Filmes könnte sehr beeindruckend ausfallen (und sein Drehbuch wäre auch nicht viel besser).“